# نبرد چسیس (۱۹۱۹)
نبرد چسیس (لتونیایی: Cēsu kaujas) که با نبرد وونو یا نبرد وندن نیز شناخته می‌شود در جریان جنگ استقلال استونی و جنگ استقلال لتونی در چسیس از ۱۹ تا ۲۳ ژوئن ۱۹۱۹ رخ داد.
پس از نبردهای سنگین نیروهای استونیایی با پشتیبانی یگان‌های لتونیایی حملات آلمانی‌های بالتیک را دفع کرده و به پیروزی دست یافتند.